# Iglesia de Cristo Rey (Villanueva de Córdoba)

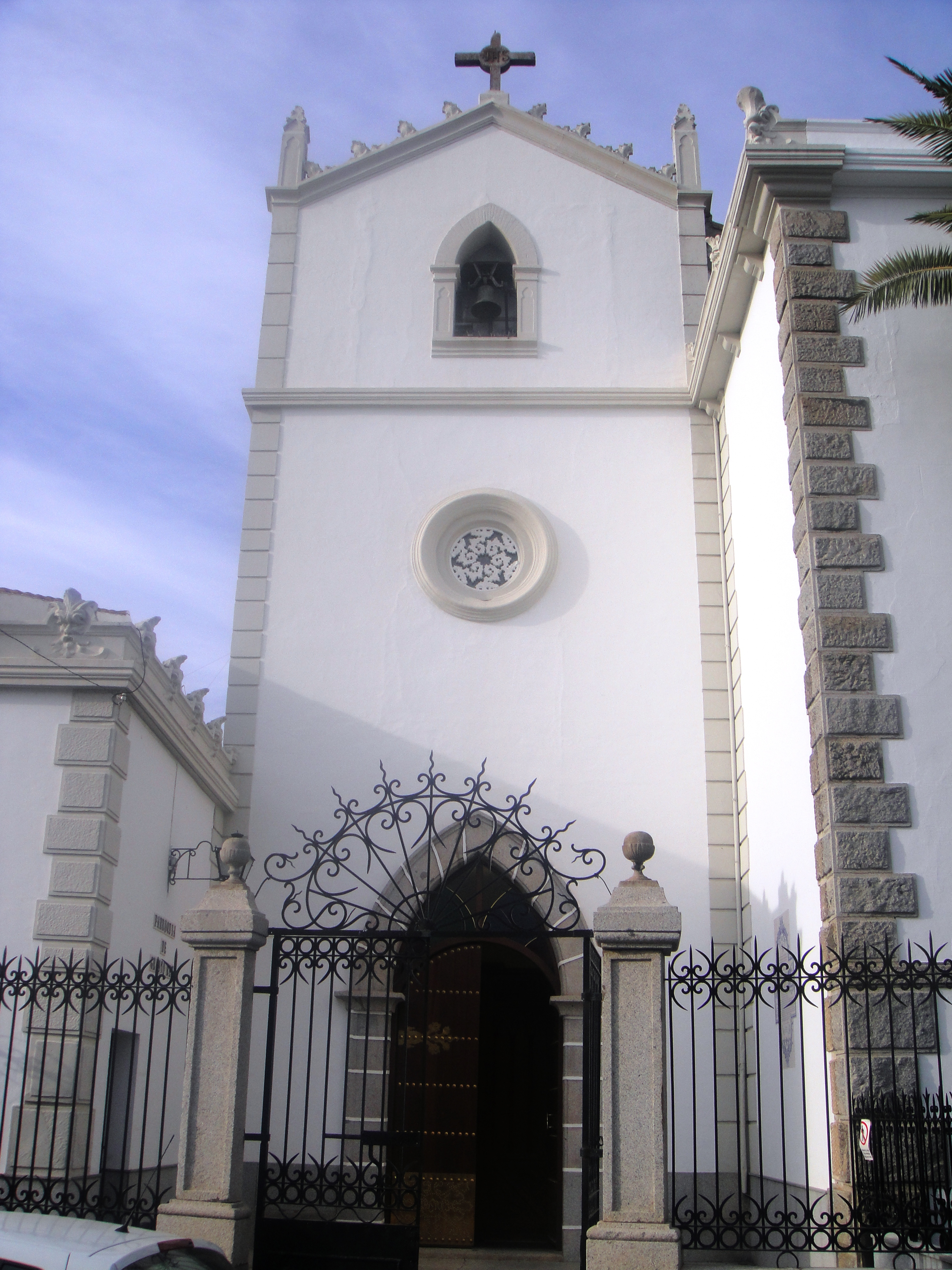
Fachada principal de la iglesia de Cristo Rey.

La Iglesia de Cristo Rey, que en la actualidad recibe el nombre de Iglesia parroquial del Sagrado Corazón, es un edificio religioso situado en la localidad de Villanueva de Córdoba, en la provincia de Córdoba (España). La construcción del templo finalizó en el año 1928, y en la actualidad, es una de las tres iglesias parroquiales con que cuenta el municipio cordobés.

## Historia
La iglesia fue construida a principios del siglo XX y su propósito era servir de capilla al Convento de Hijas de Cristo Rey, comenzado a edificar en 1919 y terminado en 1928. La impulsora de la creación del convento fue Dolores Herruzo Moreno, una de las terratenientes de la localidad, y los edificios fueron levantados en un solar de su propiedad. A causa de diversos accidentes, como en el que falleció un obrero en el año 1920, y de la falta de fondos, la obra no pudo completarse hasta 1928, y gracias a que en 1924 el entonces Obispo de la Diócesis de Córdoba, Pérez Muñoz había donado la cantidad de 150.000 pesetas para que pudieran proseguir las obras.
En 1952, la iglesia, que era la capilla del Convento de Hijas de Cristo Rey fue elevada al rango de parroquia, al mismo tiempo que lo era la ermita de San Sebastián, de la misma localidad. En 1954 en ambas comenzaron a celebrarse los cultos religiosos, ininterrumpidos desde entonces.

## Descripción

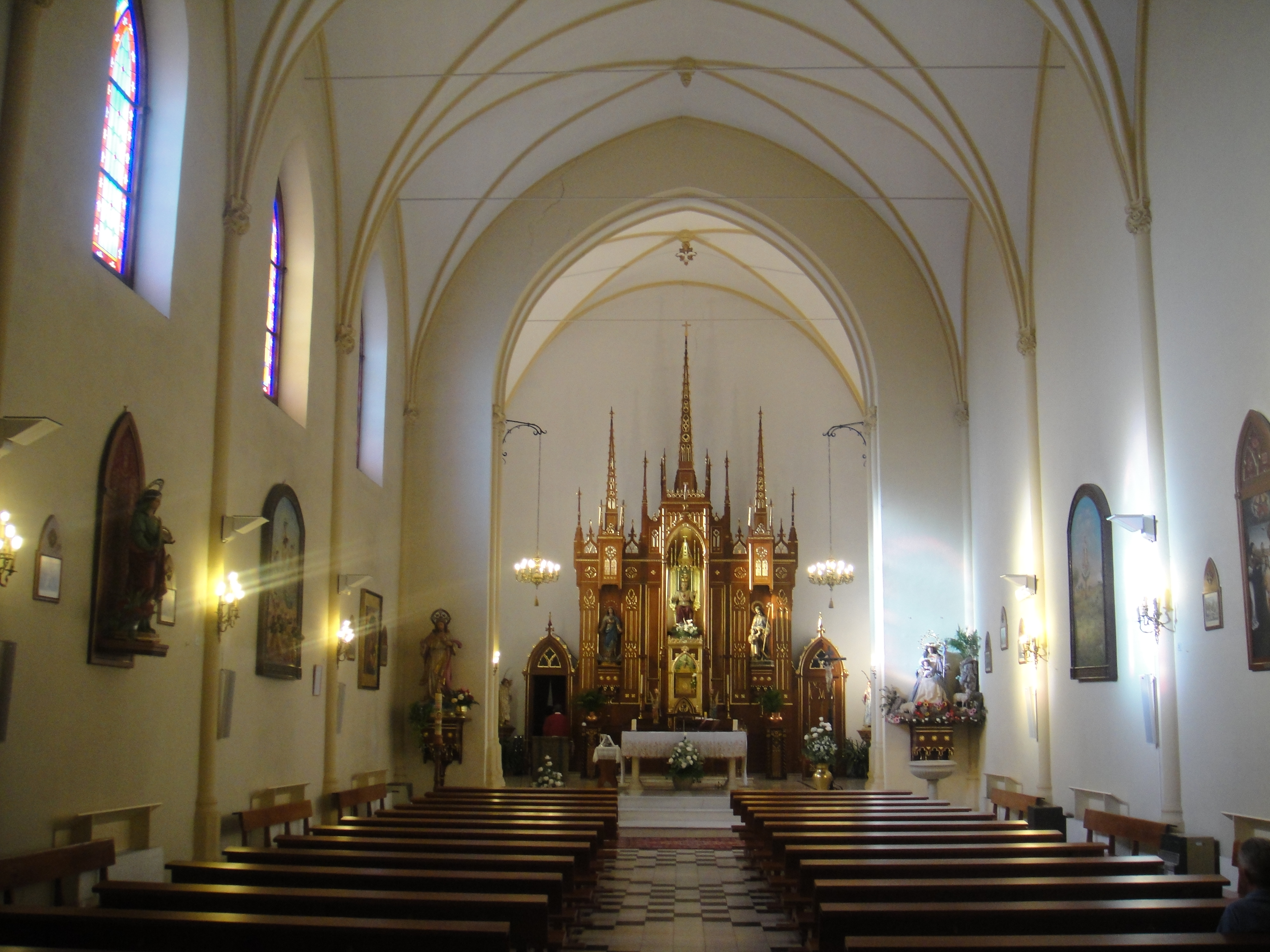
Vista general del interior del templo.

Una reja de hierro cierra el acceso al atrio situado delante del templo, que cierra asimismo la fachada principal del Convento de Hijas de Cristo Rey. La portada de la iglesia no concuerda con el eje central de la iglesia, que se sitúa a su derecha. La iglesia de Cristo Rey tiene una sola nave cubierta con bóvedas de crucería. La cabecera de la iglesia es de planta rectangular y muy alargada. A los pies se encuentra el coro y la puerta principal, con arco apuntado de granito sobre el que se abre un rosetón y un vano para campanas. 
En el presbiterio se encuentra el retablo mayor, de estilo neogótico, de madera sin dorar, y que cuenta con tres calles en las que se hallan colocadas varias imágenes devocionales, hallándose en el centro de la calle central del retablo la imagen de Cristo Rey, a sus izquierda el Sagrado Corazón de María y a su derecha, San José con el niño Jesús. Bajo ella se sitúa el sagrario. En el presbiterio también se encuentran las imágenes de San Antonio de Padua en capilla del siglo XVIII. En ambos lado de las escaleras para subir al altar mayor se encuentra a la izquierda la imagen del Sagrado Corazón de Jesús y a la derecha la imagen de Santa María Reina de 2001 realizada en barro cocido por Clemente Ruíz.
Se encuentran distribuidas por el templo varias imágenes devocionales, entre las que destacan las siguientes: 
- Señor Amarrado a la Columna, obra de los Talleres del Santo Cristo de Olot de 1962 y restaurado en 2012 por Sebastián Montes Carpio.
- Cristo de la Caridad, tallado en 1963 por Antonio Castillo Ariza.
- María Santísima Madre de la Iglesia, Reina de la Paz y Esperanza Nuestra, «Ntra. Sra. de la Esperanza», obra de 1975 del escultor sevillano Antonio Eslava Rubio.
- Nuestro Padre Jesús Nazareno, tallado en 1957 por Amadeo Ruiz Olmos y restaurado en 1997 por Santiago Lara.
- Virgen de los Dolores, «la Dolorosa», talla anónima de 1940 restaurada en 1980 por Carlos Valle y en 2001 por Santiago Lara.
- Virgen de Fátima y Santa Lucía de talleres de Olot.
- Cuadro sobre la Leyenda de la Aparición de la Santísima Virgen de Luna, Excelsa Patrona de Villanueva de Córdoba, en el Quinto de Navarredonda en la Dehesa de la Jara.
- Cuadro de Ánimas Benditas con la Virgen del Carmen.
- Cuadro del Bautismo de Cristo.
- Icono de la Virgen del Camino Neocatecumenal.

Existía una puerta que comunicaba directamente la iglesia parroquial con el convento de las Hijas de Cristo Rey, pero dicha puerta fue tapiada por orden de un párroco en la década de 1960.
La parroquia de Cristo Rey es la sede de dos hermandades que desfilan en procesión en la Semana Santa jarota. La primera de ellas es la Hermandad y Cofradía de Nazarenos del Señor Amarrado a la Columna, Cristo de la Caridad y María Santísima Madre de la Iglesia, Reina de la Paz y Esperanza Nuestra, que procesiona en la noche del Martes Santo y la segunda es la Hermandad de Ntro. Padre Jesús Nazareno y Ntra. Sra. de los Dolores, conocida como el Santo Encuentro, que procesiona en la noche del Miércoles Santo. Fueron creadas siendo párroco de Cristo Rey Pedro Zamorano Pérez.